# Rinot
Rinot (zkratka Ri) je interspecifická moštová odrůda révy (též hybridní odrůda, mezidruhové křížení, PiWi odrůda), která byla vyšlechtěna v České republice kolektivem šlechtitelů Vědeckovýrobního sdružení Resistant Velké Bílovice (později Vinselekt Perná), kříženec odrůd Merzling x (SV 12375 x Rulandské šedé).
Villard blanc, též S.V. 12 375, je interspecifická moštová odrůda, jeden z nejpěstovanějších kříženců francouzského šlechtitele jménem Bertille Seyve a jeho zetě Victora Villarda. Vyšlechtěn byl v Saint-Vallier u Drôme počátkem 20. století. Ještě roku 1968 zaujímala plocha vinic s touto odrůdou ve Francii 21.396 ha. Předpisy EU poté zakázaly pěstování hybridních odrůd za účelem výroby jakostních vín a vinice byly z velké části vymýceny. Současných cca 350 ha vinic (roku 2007) produkuje především vína k výrobě vinných destilátů. Odrůda je též často pěstována na pergolách a v zahradách, její hrozny jsou při plném vyzrání velmi chutné. Zajímavostí je, že dekretem z 18. dubna 2008 bylo znovu připuštěno pěstovat mj. i tuto odrůdu k výrobě jakostních vín, protože obsahuje poměrně vysoký podíl genů ušlechtilé révy Vitis vinifera. Menší plochy vinic této odrůdy najdeme mj. v USA (New Jersey, Pennsylvania, Severní Karolína), v Brazílii, Japonsku, Mexiku, Maďarsku a ve státech bývalého SSSR. Odrůda je pro své vlastnosti významná jako partner pro křížení nových odrůd, je jedním z rodičů například odrůd Bianca, Sirius, Phoenix, Orion či Staufer.

## Popis
Réva odrůdy Rinot je jednodomá dřevitá pnoucí liána, dorůstající v kultuře až několika metrů. Kmen tloušťky až několik centimetrů je pokryt světlou borkou, která se loupe v pruzích. Úponky umožňují této rostlině pnout se po tvrdých předmětech. Růst je středně bujný až bujný, réví dobře vyzrává, je středně silné, tmavěji hnědé.
Dospělý list je středně velký, pětiúhelníkový, tří- až pětilaločnatý s mělkými až středně hlubokými horními bočními výkroji, které mají oblé dno a s velmi mělkými dolními bočními výkroji. Profil čepele je rovný, žilnatina listu je bez pigmentace, řapíkový výkroj je otevřený s ostrým dnem, s rovnoběžnými stěnami nebo lyrovitý.
Oboupohlavní květy v hroznovitých květenstvích jsou žlutozelené, samosprašné. Plodem je malá až středně velká bobule, její tvar na profilu je kruhovitý, barva slupky žlutozelená až zlatožlutá. Hrozen je středně velký až velký, poměrně dlouhý, válcovitý s křidélky, řídký až středně hustý.

## Původ a rozšíření
Rinot je interspecifická moštová odrůda révy, kříženec odrůd Merzling x (SV 12375 x Rulandské šedé). Odrůda byla vyšlechtěna kolektivem šlechtitelů Vědeckovýrobního sdružení Resistant Velké Bílovice (později Vinselekt Perná). Šlechtiteli byli Doc. Ing. Miloš Michlovský, CSc., Ing. František Mádl, Prof. Ing. Vilém Kraus, CSc., Lubomír Glos a Vlastimil Peřina. Vlastní křížení a selekce postupně proběhly v Lednici na Moravě, v Břeclavi a v Perné. Její šlechtitelský název je BV 67-6-6.
Zápis do Státní odrůdové knihy České republiky proběhl roku 2008. Udržovatelem a držitelem šlechtitelských práv je doc. Ing. Miloš Michlovský. Odrůda není zapsána v katalogu odrůd VIVC. Rinot je odrůda, která je v České republice pěstována zatím pouze velmi vzácně.

## Název
Název odrůdy vznikl kombinací názvů rodičovských odrůd, vychází z mezinárodního názvu odrůdy Rulandské šedé, tedy Pinot gris.

## Pěstování
Plodnost odrůdy je vysoká, je nutná regulace násady, tvoří až tři hrozny na letorost. Výnosy jsou nízké až středně vysoké, cukernatost moštu bývá vysoká až velmi vysoká. Doporučovaná je hlinito-jílovitá půda, vhodné jsou podnože K 5BB, SO-4 a Cr 2. Vhodné je střední vedení a Guyotův řez.

### Fenologie
Středně pozdní moštová odrůda zaměká začátkem srpna a dozrává v druhé dekádě až koncem září.

### Choroby a škůdci
Při pěstování pod fungicidní ochranou je odrůda odolná proti napadení plísní šedou (Botrytis cinerea), středně odolná proti napadení plísní révovou (Plasmopara viticola) a odolná proti napadení padlím révovým (Uncinula necator).

## Víno
Víno je výborné kvality, žlutozelené barvy, jemně aromatického typu s ovocnými a bylinnými tóny v chuti i vůni.

### Multimédia
- Martin Šimek : Encyklopédie všemožnejch odrůd révy vinné z celýho světa s přihlédnutím k těm, co již ouplně vymizely, 2008-2012